# Cass County (Nebraska)
Cass County is een county in de Amerikaanse staat Nebraska.
De county heeft een landoppervlakte van 1.448 km² en telt 24.334 inwoners (volkstelling 2000). De hoofdplaats is Plattsmouth.